# Lolawang
Lolawang is een bestuurslaag in het regentschap Mojokerto van de provincie Oost-Java, Indonesië. Lolawang telt 4975 inwoners (volkstelling 2010).